# DC Focus
DC Focus è un marchio della casa editrice di fumetti statunitense DC Comics. Esordisce nel 2004 con la serie Hard Time di Steve Gerber e Brian Hurtt. La data del primo albo è aprile 2004. L'obbiettivo dell'etichetta è quello di pubblicare storie che abbiano per protagonisti persone con superpoteri ma al di fuori degli schemi del tradizionale genere supereroistico. Risponde quindi alla necessità di diversificazione della proposta editoriale di un publisher storico come la DC, già editore leader (insieme alla Marvel) del genere sui supereroi.
Il nuovo marchio editoriale non trova però il consenso dei lettori e chiude dopo un anno con soli 4 titoli pubblicati: si tratta di Hard Time, Kinetic, Fraction e Touch.

## Opere
- Hard Time nn.1-12, Steve Gerber e Mary Skrenes (testi) - Brian Hurtt e Steve Bird (disegni), DC Comics, New York, aprile 2004 - marzo 2005.
- Kinetic nn.1-8, Kelley Puckett (testi) - Warren Pleece e Garry Leach (disegni), DC Comics, New York, maggio-dicembre 2004.
- Fraction nn.1-6, David Tischman (testi) - Timothy Green II (disegni), DC Comics, New York, giugno-novembre 2004.
- Touch nn.1-6, John Francis Moore (testi) - Wes Craig (matite) - Prentis Rollins (chine), DC Comics, New York, giugno-novembre 2004.